# 奥列格·别别宁
奥列格·尼古拉耶维奇·别别宁（1974年6月14日—2010年），是一名白俄罗斯记者。他是人权新闻网站97宪章的创始人和主编。他同时也是安德烈·桑尼科夫的竞选活动秘书及好友。

## 概述
别别宁是一名白俄罗斯著名记者。在2010年白俄羅斯總統選舉中，他是反對派候選人安德烈·桑尼科夫的好友和競選活動秘书，扮演中烟角色。此外他还是人权新闻网站97宪章的创始人和主编，并在竞选中为反对派提供支持和信息。
2010年9月3日周五，他的遺體被發現陳屍在其明斯克家中；據白俄羅斯警方的調查報告，別別寧為上吊自殺身亡，但是他的朋友拒絕相信當局的說法，表示當時沒有任何跡象顯示別別寧有自殺傾向，且也未留下任何遺書或筆記。別別寧的好友德米特里·邦達連科表示曾看到別別寧的遺體，他指出別別寧的右腳踝嚴重扭傷，且左手，胸部和背部有不明原因的瘀傷。安德烈·桑尼科夫也对官方侦查的结论表示质疑。